# Maniola meridionalis
Maniola meridionalis är en fjärilsart som beskrevs av Pionneau 1924. Maniola meridionalis ingår i släktet Maniola och familjen praktfjärilar. Inga underarter finns listade i Catalogue of Life.